# Ixora pubiflora
Ixora pubiflora är en måreväxtart som beskrevs av Dc.. Ixora pubiflora ingår i släktet Ixora och familjen måreväxter. Inga underarter finns listade i Catalogue of Life.